# Mellow Yellow
Pour l’article homonyme, voir Coffeeshop Mellow Yellow.
Singles par Donovan (Royaume-Uni)
Sunshine Superman
(décembre 1966) There Is a Mountain
(octobre 1967)
Singles par Donovan (États-Unis)
Sunny Goodge Street
(octobre 1966) Epistle to Dippy
(février 1967)
Mellow Yellow est une chanson de Donovan sortie en single fin 1966. Contrairement à la rumeur qui court à l'époque, ses paroles ne parlent pas de fumer des peaux de banane, mais d'un vibromasseur (« electrical banana »).
Le single se classe 2e aux États-Unis et 8e au Royaume-Uni, où il sort quelques mois plus tard. Il donne son titre au quatrième album du chanteur écossais, Mellow Yellow, sorti en mars 1967 aux États-Unis.

## Musiciens
- Donovan : chant, guitare acoustique
- John Paul Jones : basse, arrangements
- Bobby Orr (en) : batterie
- Danny Moss : cuivres
- Ronnie Ross : cuivres
- Paul McCartney : chœurs (non crédité)